# Brandon, Suffolk
Brandon är en stad och en civil parish i West Suffolk (tidigare Forest Heath) i Suffolk i England. Orten har 8 249 invånare. Den har en kyrka  och ett mellanstadium ägt av svenska koncernen IES.